# Горан Латиновић
Горан Латиновић (Сарајево, 18. септембра 1977) српски је историчар и ванредни професор на Одсјеку за историју на Филозофском факултету у Бањој Луци. Бави се историјом Срба у 20. вијеку, превасходно историјом међународних односа југословенске државе, историјом Српске православне цркве, Геноцидом над Србима у НДХ (1941–1945) и историјом Републике Српске.

## Биографија
Основну школу завршио је у родном граду, који је морао напустити средином новембра 1992. Школовање је наставио, као избјеглица, у Трећој београдској гимназији, а у јулу 1993. преселио се у Бању Луку, гдје је завршио Гимназију 1996. Исте године уписао је студије историје на Филозофском факултету Универзитета у Бањој Луци, гдје је дипломирао 2000. На истом факултету завршио је 2004. и постдипломске студије (смјер: Историја Југославије), одбранивши магистарску тезу Српска православна црква у Босанској Крајини (1918–1941). Током 2004–2005. провео је једанаест мјесеци у САД. Девет мјесеци био је гостујући научник на Универзитету Мериленда, а два мјесеца стажиста у Конгресној библиотеци у Вашингтону. Докторску дисертацију Југословенско-италијански економски односи (1918–1941) одбранио је 2012. на Школи историјских наука Универзитета у Сан Марину. У истом периоду, провео је пет мјесеци у Риму, истражујући у више научних и образовних установа (Централни државни архив, Историјско-дипломатски архив Министарства спољних послова Италије, Централна национална библиотека и Библиотека за модерну и савремену историју). Током 2013–2014. на постдокторском усавршавању на Универзитет у Стокхолму, истражујући у више научних и образовних установа (Шведски национални архив, Шведски војни архив и Шведска национална библиотека).
У више наврата је боравио у образовним и научноистраживачким установама у иностранству. Током 1999. провео је мјесец дана у САД (Колеџ „Вилијам енд Мери”, Вилијамсбург) и мјесец дана у Грчкој (Егејски универзитет, Родос), а током 2001. боравио је у Норвешкој (Академија „Фридтјоф Нансен”, Лилехамер). У Њемачкој је боравио мјесец дана током 2006. године (Институт за међународна истраживања уџбеника „Георг Екерт”, Брауншвајг) и три мјесеца током 2007–2008. године (Универзитет „Јустус Либих”, Гисен). У Италији је провео мјесец дана током 2008. године (Универзитет за странце „Данте Алигијери”, Ређо Калабрија). Учествовао је и на научним скуповима, стручним семинарима, студијским посјетама, разним конференцијама и округлим столовима у Вилијамсбургу (1999), Охриду (2001), Ослу (2001), Дубровнику (2002), Њујорку (2005), Београду (2010, 2014. и 2018), Бањој Луци (2012, 2014, 2015, 2016, 2017. и 2018), Јерусалиму (2017), Новом Саду (2018), Болоњи (2018), Љубљани (2018), Мелбурну (2018), Амстердаму (2019), Шангају (2019), Лондону (2019), Колимварију на Криту (2019), Бриселу (2019), Тамбову (2021) и Москви (2021). Од 1. фебруара 2001. запослен је на Филозофском факултету Универзитета у Бањој Луци, гдје је биран за асистента (2001), вишег асистента (19. јуна 2006), доцента (2012) и ванредног професора (26. октобар 2017) за ужу научну област Национална историја. Држи неколико обавезних и изборних предмета на првом и другом циклусу студија историје, углавном из историје Југославије, историје Републике Српске и историје Српске православне цркве. На његов приједлог, предмет Историја Републике Српске уведен је на основне и мастер студије историје на Филозофском факултету Универзитета у Бањој Луци. Четири године (2015–2018) предавао је Савремену историју (општу и националну) на свим студијским програмима Факултету политичких наука Универзитета у Бањој Луци.
Држао је предавања, по позиву, у Сједињеним Америчким Државама (Универзитет Мериленда у Колеџ Парку код Вашингтона, 2004), Шведској (Универзитет у Стокхолму, 2013), Бугарској (Универзитет „Пајсије Хилендарски” у Пловдиву, 2018), Шпанији (Универзитет у Гранади, 2018) и Кини (Источнокинески универзитет за политичке науке и право у Шангају, 2019). Обављао је неколико одговорних дужности на Универзитету у Бањој Луци. Био је руководилац Одсјека за историју (2013–2015), продекан за научноистраживачки рад и издавачку дјелатност Филозофског факултета (2015–2018) и предсједник Комитета за етичка питања Универзитета у Бањој Луци (2017–2018). Сенат Универзитета у Бањој Луци једногласно га је изабрао за проректора за научноистраживачки рад и развој 2018, а од 2019. обавља и дужност замјеника ректора.
Био је секретар Удружења „Јасеновац – Доња Градина” и координатор Међународне комисије за утврђивање истине о Јасеновцу; предсједник Радне групе за израду Закона о Дану сјећања на жртве геноцидâ Независне Државе Хрватске над Србима, Јеврејима и Ромима током Другог свјетског рата (2020); члан Комисије за избор и вредновање научноистраживачких пројеката из хуманистичких наука Министарства науке и технологије Републике Српске (2015–2017); члан Републичког савјета за науку и технологију (2016–2020); члан Жирија Министарства просвјете и културе Републике Српске за оцјену идејног урбанистичко-архитектонског рјешења Меморијалног центра у Спомен-подручју „Доња Градина” (2017–2018), и члан Савјета за високо образовање Републике Српске (од 2020). Члан је Одбора за историјске науке Одјељења друштвених наука Академије наука и умјетности Републике Српске (од 2013), Удружења историчара Републике Српске „Милорад Екмечић” (од 2016), Матице српске – Друштва чланова Матице српске у Републици Српској (од 2017). Бави се историјом Срба у 20. вијеку, превасходно историјом међународних односа југословенске државе, историјом Српске православне цркве, Геноцидом над Србима у НДХ (1941–1945) и историјом Републике Српске.

## Дјела
Објавио је четири научне монографије: 
- Латиновић, Горан (2006). Српска православна црква у Босанској Крајини (1918-1941). Лакташи: Графомарк.
- Латиновић, Горан (2014). Југославија и скандинавске земље (1918–1945): дипломатски, економски и културни односи (1918–1941). Banja Luka.
- Latinović, Goran (2019). Yugoslav-Italian Economic Relations (1918–1941). Banja Luka.
- Латиновић, Горан (2021). Студентска бригада Војске Републике Српске: (1994-1995). Бања Лука: Бања Лука : Универзитет у Бањој Луци : Републички центар за истраживање рата, ратних злочина и тражење несталих лица. ISBN 978-99976-49-14-0.

Такође, објавио је око педесет научних чланака, расправа, прилога и приказа, међу којима су:
- Латиновић, Горан (2009). „Градитељска дјелатност Српске православне цркве у Босанској Крајини 1918-1941”. Гласник Удружења архивских радника Републике Српске. 1: 287—301.
- Латиновић, Горан (2012). „Територијална организација Српске православне цркве у Босанској Крајини (1900-2010)” (PDF). Зборник за историју Босне и Херцеговине. 7: 321—333.
- Латиновић, Горан (2015). „Историографија о Српској православној цркви у Босни и Херцеговини за вријеме првог свјетског рата (1914-1918)”. Православни свет и Први светски рат: Зборник радова. Београд: Православни богословски факултет, Институт за теолошка истраживања. стр. 189—201.
- Латиновић, Горан (2020). „Страдање Српске православне цркве за вријеме Југословенског рата (1991-1995)”. Осам векова аутокефалије Српске православне цркве. 1. Београд: Православни богословски факултет. стр. 471—489.

## Награде и признања
Његов научни, образовни, стручни и организаторски рад пратила су признања и награде. Удружење потомака и поштовалаца добровољаца српских ослободилачких ратова 1912–1918. додијелило му је Прву награду (1998) за најбољи рад из историје Првог свјетског рата, а поводом осамдесете годишњице пробоја Солунског фронта, ослобођења и уједињења. Светосавска омладинска заједница Епархије бањалучке додијелила му је Захвалницу (2012) за учешће у циклусу предавања о страдању Срба у 20. вијеку. Удружење студената историје „Др Милан Васић” додијелило му је Велику повељу (2016) за изузетан допринос раду и афирмацији Удружења. Студентска организација Факултета политичких наука Универзитета у Бањој Луци дала му је Захвалницу (2018) за изузетан допринос раду и развоју Организације. Републички центар за истраживање рата, ратних злочина и тражење несталих лица додијелио му је Плакету (2018) за остварен изузетан научни, образовни и стручни допринос раду, афирмацији и програмским циљевима Центра, а посебно за увођење предмета Историја Републике Српске на Филозофском факултету Универзитета у Бањој Луци. Наставно-научно вијеће Филолошког факултета Универзитета у Бањој Луци додијелило му је Захвалницу (2021) за изузетан допринос у развоју и афирмацији Факултета.